# Маргарита Париго
Маргарита Париго (фр. Marguerite Parigot; Маргарита Святого Таинства, Маргарита Святого Причастия, Маргарита от Святых Даров — фр. Marguerite du Saint-Sacrement; 1619, Бон, Франция — 1648, там же) — французская кармелитка, провидица.
Родилась в зажиточной семье землевладельцев. В 1630 году потеряв мать, в возрасте 11 лет была отдана в монастырь кармелиток. В возрасте 13 лет предсказала появление долгожданного наследника короля Франции Людовика XIII, по легенде к Маргарите явился младенец Иисус, и попросил её молиться за ребёнка, который скоро должен родиться у королевской четы.
Отличаясь склонным к мистике характером, с юности подвергала себя различным унижениям и страданиям для того, чтобы выразить свою любовь к Богу. В первые месяцы пребывания в монастыре прилагала усилия по преодолению присущей ей с детства брезгливости: нюхала, клала в рот, съедала внушающие ей омерзение вещи — плевки, нечистоты и тому подобное. В более взрослом возрасте, ухаживая за больными, видела в них образ Христа, и слизывала гной с их ран, считая, что её рот наполняется Кровью Христовой.
Испытывала сильный страх перед загробными мучениями. Согласно житию, составленному в 1654 году Дени Амелотом, Маргарите несколько раз являлся мёртвый, говоривший ей, что «в чистилище было ужасно, что он переносил мучения, выразить которые выше его сил, что дух его пребывал в таком мраке, что нельзя было понять, в аду он или в чистилище, и монахиня свидетельствовала, что положение его было столь тяжким, что любые другие страдания праведных душ казались легкими по сравнению с этим».
Почитание Маргаритой младенца Иисуса внесло заметный вклад в распространение соответствующего культа во Франции.